# Phlébite bleue

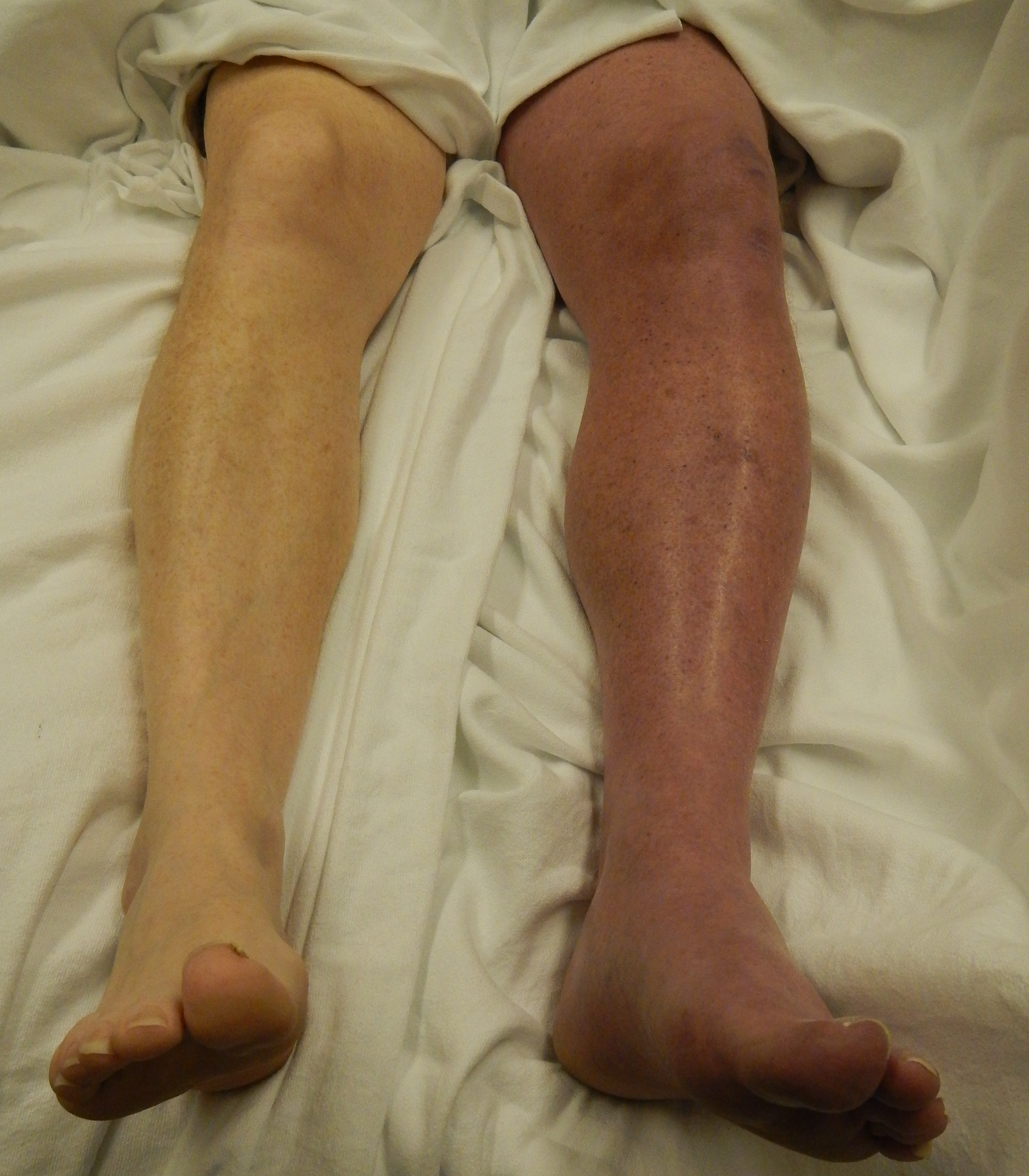
Phlébite bleue du membre inférieur gauche.

La phlébite bleue, aussi appelée phlegmatia cærulae dolens, est une forme grave de thrombose veineuse profonde des membres inférieurs, associant les signes veineux avec une ischémie aiguë de membre. Elle peut nécessiter une amputation et provoquer le décès.

## Mécanismes
L'ischémie concomitante à l'atteinte veineuse peut avoir plusieurs mécanismes :
- une occlusion du réseau veineux profond mais aussi superficiel, empêchant toute circulation dans le membre concerné. C'est le cas lors de cancers[1] ;
- un spasme artériel ;
- une thrombose artérielle, pouvant être provoquée, par exemple, par une thrombopénie induite à l'héparine, ce dernier ayant été donnée à titre curatif pour la phlébite.

## Description
Une ischémie aiguë de membre se caractérise habituellement par un membre froid, douloureux (ou insensible si vu plus tardivement) et blanc. Une couleur bleutée inhabituelle de la peau doit donc faire penser à ce diagnostic.

## Traitement
Une anticoagulation doit être faite. La survenue d'une gangrène induit l'amputation. Une ablation chirurgicale du thrombus peut parfois être proposée. La présence de phlegmatia cærulae constitue une contre-indication formelle à l'utilisation d'une mesure de contention élastique.